# Sam Sorbo
Sam Sorbo, née le 18 octobre 1966 à Pittsburgh en Pennsylvanie, est une actrice américaine. 

## Biographie

### Vie privée
Elle est la femme de Kevin Sorbo. Elle est mère de trois enfants : Braeden Cooper né le 22 août 2001, Shane Haaken né le 31 mars 2004, Octavia Flynn né le 16 octobre 2005.

## Filmographie
- 1987 : Napoleon & Josephine : Georgette
- 1990 : The Bonfire of the Vanities : Fox's Assistant
- 1991 : Night of the Warrior : Hooker
- 1992 : Obiettivo Indiscreto 1992 : Claire (Hidden Lens)
- 1993 : Ed and His Dead Mother : Storm Reynolds
- 1993 : Fortunes of War : Johanna Pimmler
- 1993 : Twenty Bucks : Anna Holiday
- 1994 : The Crew : Catherine
- 2001 : Resolutions : Paula
- 2007 : Avenging Angel
- 2008 : Never Cry Werewolf